# Glimmerkondensator

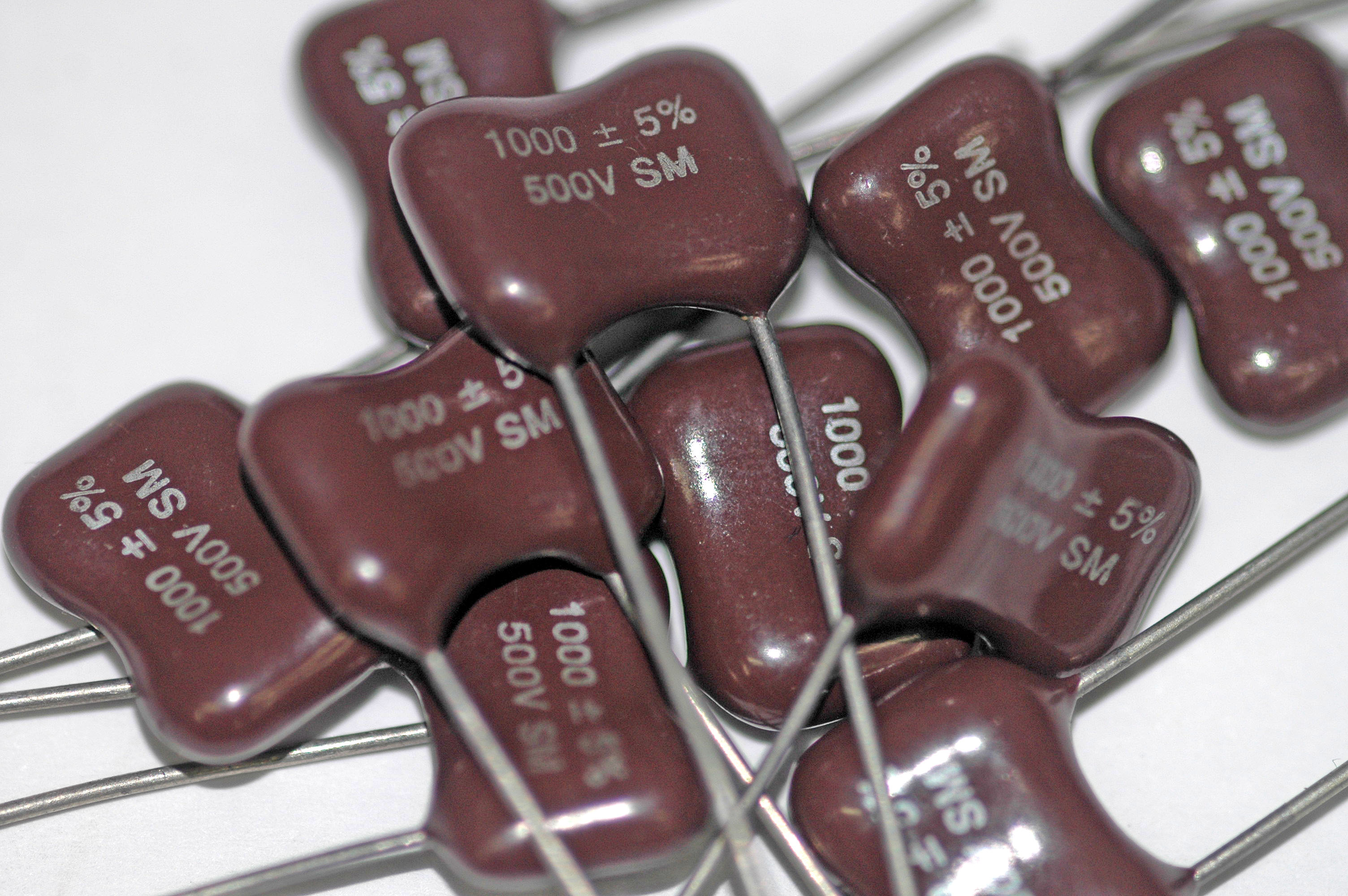
Glimmerkondensatoren mit 1 nF und 500 V

Ein Glimmerkondensator ist ein elektrischer Kondensator mit dem Material Glimmer als Dielektrikum.
Glimmer ist ein natürlich vorkommendes Mineral mit hoher Spannungsfestigkeit und mit Schichtstruktur. Es besteht aus Kalium-Aluminium-Silikaten mit chemisch gebundenem Kristallwasser und ist in dünne Blättchen bis hinab zu etwa 0,02 mm Dicke spaltbar.
Glimmer wurde schon recht frühzeitig ab etwa 1920 in der Elektronik als Dielektrikum von Kondensatoren verwendet und hat auch heute noch, vor allem in den Vereinigten Staaten, als Silver mica capacitor (Mica: engl. für Glimmer) eine gewisse Bedeutung. 

## Eigenschaften

### Vorteile
- Eignung für hohe Frequenzen, aufgrund der niedrigen Eigeninduktivität[1]
- gute Hitzebeständigkeit[1]
- niedriger Temperaturkoeffizient
- geringe Verluste[1]
- nahezu frequenzunabhängiger Verlustfaktor
- hohe Spannungsfestigkeit
- hohe Genauigkeit, niedrige Kapazitätstoleranz[1]
- große zeitliche Kapazitätskonstanz

### Nachteile
- großes Volumen bezogen auf die Kapazität[1]
- hoher Preis im Vergleich zu anderen Kondensatortechnologien[1]

## Anwendungen
- als Hochfrequenzkondensator in der Sendertechnik
- in Messnormalen
- in Filter- und Schwingkreisanwendungen für hohe Anforderungen